# گولدهیل، شهرستان الدورادو، کالیفرنیا
گولدهیل (به انگلیسی: Gold Hill) یک منطقهٔ مسکونی در ایالات متحده آمریکا است که در شهرستان ال دورادو، کالیفرنیا واقع شده‌است. گولدهیل ۱۳۶ نفر جمعیت دارد و ۴۹۴ متر بالاتر از سطح دریا واقع شده‌است.